# Ishwardi
Ishwardi est une upazila du Bangladesh dans le district de Pabna. En 1991, on y dénombrait une population de 236 825 habitants.